# Bombenangriff auf Dietzenbach 1941
Der Bombenangriff auf Dietzenbach 1941 war ein Luftangriff der britischen Royal Air Force im Zweiten Weltkrieg auf das damals bäuerliche Dorf Dietzenbach in Hessen. Man nimmt an, dass die beteiligten Bomber ihr eigentliches Ziel, Frankfurt am Main oder Offenbach, nicht fanden und daher den 3000-Einwohner-Ort Dietzenbach als Ausweichziel angriffen.
Am späten Abend des 20. September 1941, einem Sonnabend, wurde der Ortskern von Dietzenbach von vier britischen Bombern angegriffen. Viele Dorfbewohner hatten gerade eine Darbietung des Harmonika-Clubs „Ahoi“ im Saal der Gaststätte zum „Neuen Löwen“ genossen und begaben sich allmählich auf den Heimweg. Als der Fliegeralarm ertönte, nahm man dies zunächst nicht sehr ernst, da der Angriff vermeintlich entweder Frankfurt oder Offenbach galt. Dann aber fielen Sprengbomben, Stabbrandbomben und Phosphorkanister auf das Dorf und setzten innerhalb von zehn Minuten große Teile des Ortszentrums in Brand.
Die Freiwillige Feuerwehr des Dorfs war dem Großbrand mit ihren zwei Motorspritzen nicht gewachsen. Als die Feuerwehren aus den Nachbarorten zu Hilfe kamen, reichte das verfügbare Wasser nicht aus. Erst mit dem Eintreffen von Löschzügen aus Offenbach um 1:30 Uhr morgens konnte der Brand allmählich unter Kontrolle gebracht werden, und gegen 11:00 Uhr am nächsten Morgen war das Feuer endlich gelöscht. Zwei Einwohner kamen ums Leben, drei Häuser wurden vollkommen zerstört, 30 weitere waren schwer beschädigt, und 12 Scheunen waren mit ihrem gesamten Inhalt ausgebrannt.
Da weder in Frankfurt noch in Offenbach, dagegen aber in einigen kleineren Städten im Rhein-Main-Gebiet in dieser Nacht Bomben fielen und die Royal Air Force Angriffe auf Frankfurt meldete, nimmt man an, dass die auf Frankfurt angesetzten Flugzeuge ihr Ziel nicht fanden und sich dann Ausweichziele suchten. Der in unregelmäßigen Abständen durch die von scheidenden Konzertbesuchern geöffnete Gaststättentür fallende Lichtschein könnte den britischen Piloten als Zielpunkt ins Auge gefallen sein.